# Google Street View

Carte de la couverture du service Google Street View dans le monde en avril 2024 :
Actuelle
Future (officiel)
Future (non officiel)
Pays avec musées uniquement
Pays non couvert

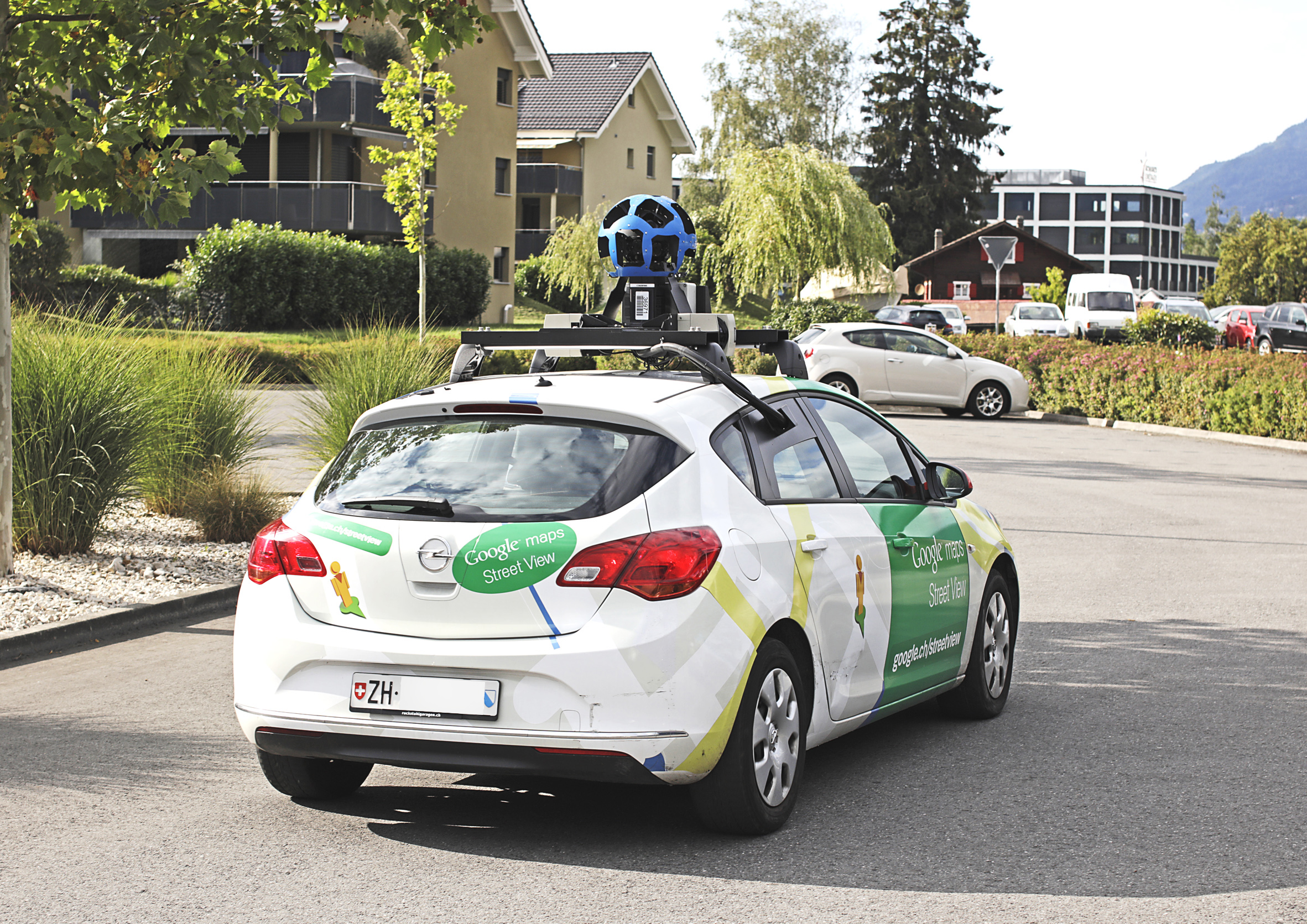
Google Maps Street View en Suisse de marque Opel.

Google Street View est un service de navigation virtuelle lancé le 25 mai 2007. Il complète les services Google Maps et Google Earth en permettant de visualiser un panorama à 360° de lieux situés sur des voies publiques — urbaines ou rurales — sur lesquelles ont préalablement été enregistrées des prises de vues par la circulation de véhicules, ou parfois de piétons là où des véhicules ne peuvent accéder.
Controversé en raison d'atteintes alléguées envers la vie privée, le projet utilise la technologie Immersive Media, qui permet de fournir une vue de la rue à 360 degrés en tout points donnés de cette rue. Une voiture équipée de caméra omnidirectionnelle circule dans les rues en prenant des images, qu'un logiciel propriétaire de Google assemble pour donner l'impression de continuité. La voiture est aussi équipée d'un système qui capte tous les signaux 3G/GSM et Wi-Fi dans le but de les lister (les résultats n'ont pas encore été publiés),. À l'origine, seules quelques villes américaines étaient accessibles, puis, rapidement, le service s'est étendu à d'autres pays (France, Espagne, Italie, Australie, Japon, Nouvelle-Zélande, Suisse, Portugal, Canada, République tchèque, Taïwan). À partir d'avril 2008, le service a été pleinement intégré à Google Earth.
Le petit personnage symbolisant la position de l'utilisateur se prénomme Pegman du fait de sa forme de pince à linge (clothes peg en anglais). Sur l'île Half Moon, une petite île de l'Antarctique, Pegman devient un manchot pour désigner l'île peuplée de manchots et le lieu le plus au sud photographié par Google. On peut découvrir Pegman dans quand on déplace Pegman sur le site du Google data center situé dans West Lenoir (North Carolina).

## Historique de Google Street View

### En France

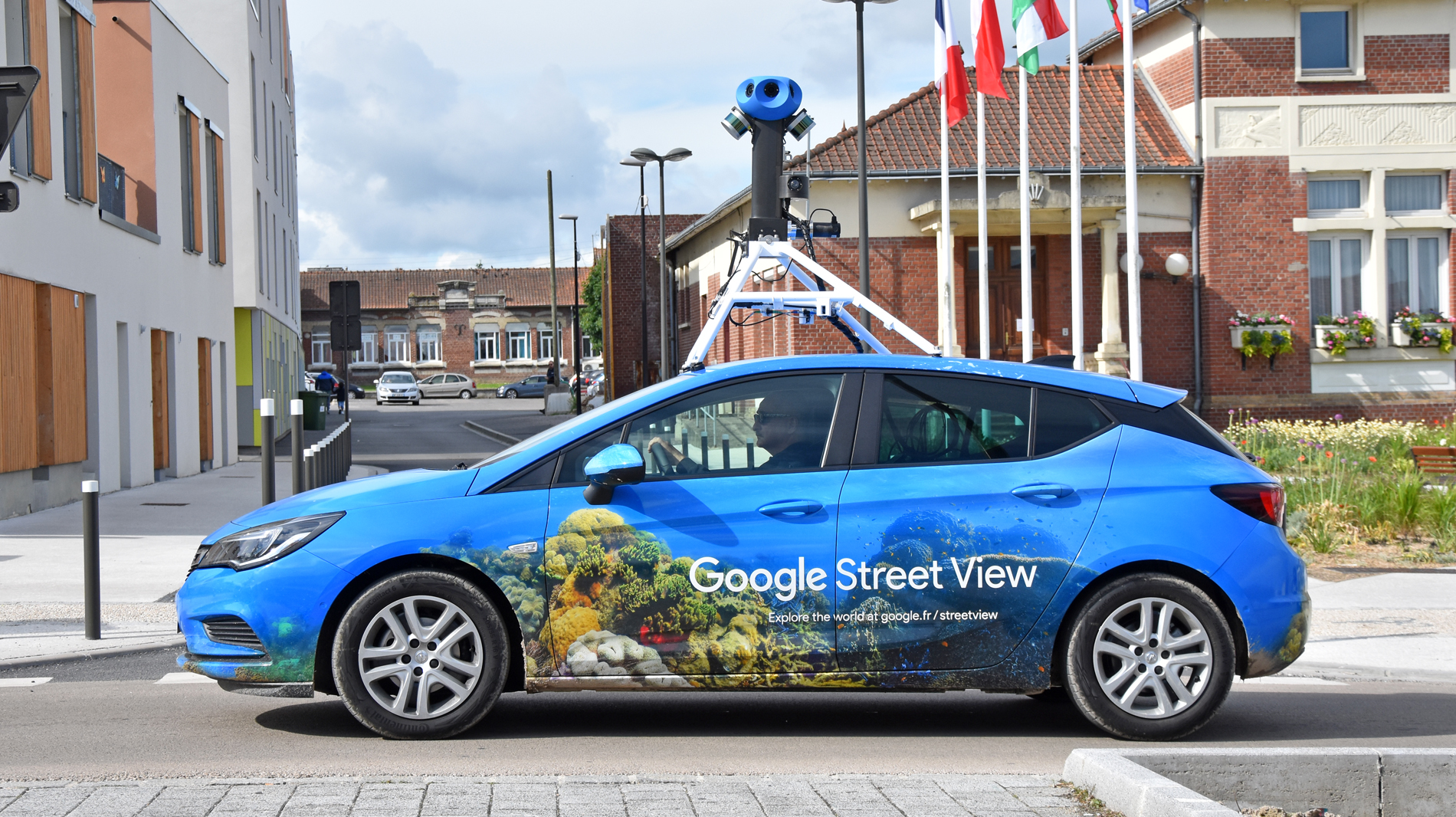
Une Opel Astra K de Google Street View à Longueau.

Dès juillet 2008, Google Street View s'implante en France, suivant le tracé du Tour de France 2008, en proposant des images panoramiques prises au niveau du sol.
Depuis octobre 2008, Paris est aussi accessible. Viennent ensuite cinq grandes villes françaises : Lyon, Marseille, Nice, Lille et Toulouse.
En octobre 2008, des « Google Cars » (terme également utilisé plus tard pour désigner le prototype de voiture sans conducteur de Google) ont été aperçus partout en France (dans plus de 200 villes), mais également dans d'autres pays d'Europe comme l'Allemagne, l'Espagne et le Royaume-Uni. Cela semble confirmer la volonté de Google de numériser toutes les grandes villes du monde.
En mars 2009, de nombreuses villes de France se voient couvertes par le service Google Street View. Première analyse critique par Étienne Tête, conseiller régional, membre des Verts.
En juin 2009, des images de Disneyland Paris sont ajoutées sur Street View. Il est désormais possible de se promener dans une bonne partie du parc.
En décembre 2009, le nombre de rues couvertes explose, les grandes villes françaises sont quasiment toutes couvertes.
Le 17 mars 2011, la CNIL prononce une amende de 100 000 euros à l'encontre de Google pour collecte déloyale de données privées par les Google Cars.
En juin 2011, quasiment toute la France métropolitaine est couverte par Street View.
La couverture de l'île de La Réunion est effective depuis le 1er mars 2016.

En 2012, lancement du programme "Visite Virtuelle pour les Pros" qui par la suite s'appellera "Business View" et finalement "Street View Trusted". Ce programme offre la possibilité pour les professionnels de virtualiser à leurs frais leurs établissements par des photographes agréés Google,.

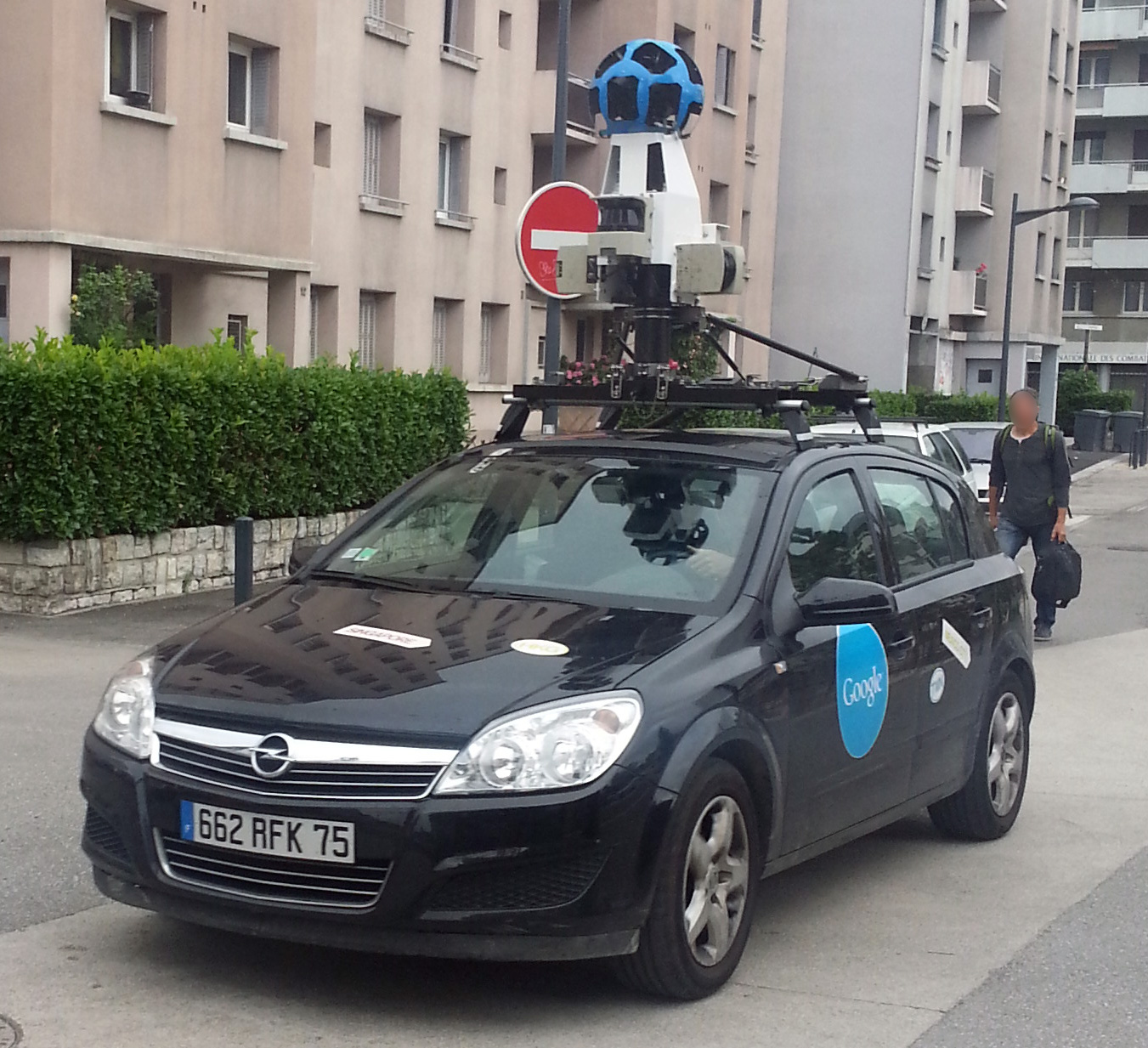
Google Street View Car aperçue à Grenoble

Quelques lieux sont couverts depuis 2016 à Saint-Pierre-et-Miquelon :
- sur la rive autour du port de Saint-Pierre et en mer, depuis le bassin de celui-ci, jusqu'à l'île aux Marins ;
- sur cette-île elle-même ;
- sur Le Cap, qui est la plus septentrionale des trois presqu'îles formant l'île de Miquelon : le village de Miquelon, ainsi qu'une boucle, au nord de celui-ci.

### En Belgique
Le 23 novembre 2011 le service Street View est disponible en Belgique après avoir eu plusieurs problèmes avec la justice belge.

## Caractéristiques de la plateforme mobile Google
La plateforme mobile Google est composée de 15 caméras d'une résolution de 15 millions de pixel, de focale 5,1mm et ouverte chacune à f/2.
En 2018, la nouvelle plateforme utilisée par Street View se compose de 7 caméras équipées de capteur de 20 millions de pixels, ainsi que de 2 caméras capables de prendre des photos en haute définition et des capteurs lasers situés de chaque côté.

## Événements concernant Street View
Fin décembre 2008, le site garage419 découvre sur Street View des images exclusives de modèles de test du constructeur automobile Porsche.
Fin janvier 2009, Google est accusé d'avoir heurté un daim lors de la prise d'images Street View. La société publie un communiqué le 29 janvier — après avoir retiré les images concernées — donnant des explications et des conseils de sécurité routière.
Le 31 mars 2009, le service aurait été responsable d'un divorce au Royaume-Uni : une femme aurait repéré la voiture de son mari devant la maison d’une amie et celui-ci aurait avoué son geste. Mais cette histoire ne serait qu'une supercherie venant du blog Idiot Forever qui prétend avoir piégé le journal à l'aide d'une fausse identité.
Le 20 juillet 2009, l'icône du personnage Pegman permettant de se déplacer a été « transformée » en astronaute afin de fêter les 40 ans de la conquête de la Lune.
Le 12 mars 2010, Google annonce se fixer comme objectif de couvrir à 100 % le Royaume-Uni, sous n'importe quel angle.
Le 26 avril 2010, Street View a quelques changements d'interface, les photographies à proximité s'affichent avec des vignettes plus petites et les informations de Wikipédia sont incorporées au ras de l'image de la rue, mise en place de Google Earth dans Google Maps.
En Novembre 2010 les premières images en haute définition sont disponibles.
Le 18 octobre 2011, Google annonce que des caméras Street View ont arpenté pour la première fois une ligne de chemin de fer, à savoir la ligne de Thusis à Tirano des Chemins de fer rhétiques en Suisse.
Le 31 janvier 2013, Google Street View étend sa carte au Grand Canyon grâce à sa nouvelle technologie du « Trekker », qui concentre l'équipement complet utilisé par Street View dans un sac à dos et permet ainsi à l'utilisateur d'explorer des territoires sauvages accessibles uniquement à pied.
En juin 2013, Google Street View offre des visites virtuelles dans les intérieurs de certains bâtiments. Le premier accessible au public est la tour Burj Khalifa à Dubaï.
Le 3 septembre 2015, Google met en ligne une application Android, Google Street View, permettant de profiter du service Street View, mais aussi prendre des photos à 360° pour ensuite les publier dans l'application.

## Territoires couverts
Google Street View couvre majoritairement les routes et les rues publiques. D'abord limité aux États-Unis, le service s'est rapidement exporté en Europe, en Asie, en Afrique et en Océanie durant la fin de la décennie 2010. Aujourd'hui Google Street View est disponible dans près d'une centaine de pays du monde entier.
Outre les réseaux routiers couverts à l'aide de véhicules équipés de caméras sur leur toit, Google utilise également le Trekker – un kit Street View dans un sac à dos – afin de couvrir des zones inaccessible en voiture. Ainsi Google a déjà équipé un cheval, une motoneige de dispositif similaire pour certaines pistes de ski, un bateau pour la jungle amazonienne, ainsi qu'un wagon spécialement aménagé pour une voie ferroviaire métrique et classée par l'Unesco en Suisse. En 2014, on apprenait que l'équipement de streetview avait été embarqué à dos de chameau. Grâce au Trekker, une multitude de sentiers du monde entier a pu être ajouté au service. Le pôle Sud géographique est également couvert.

## Vie privée

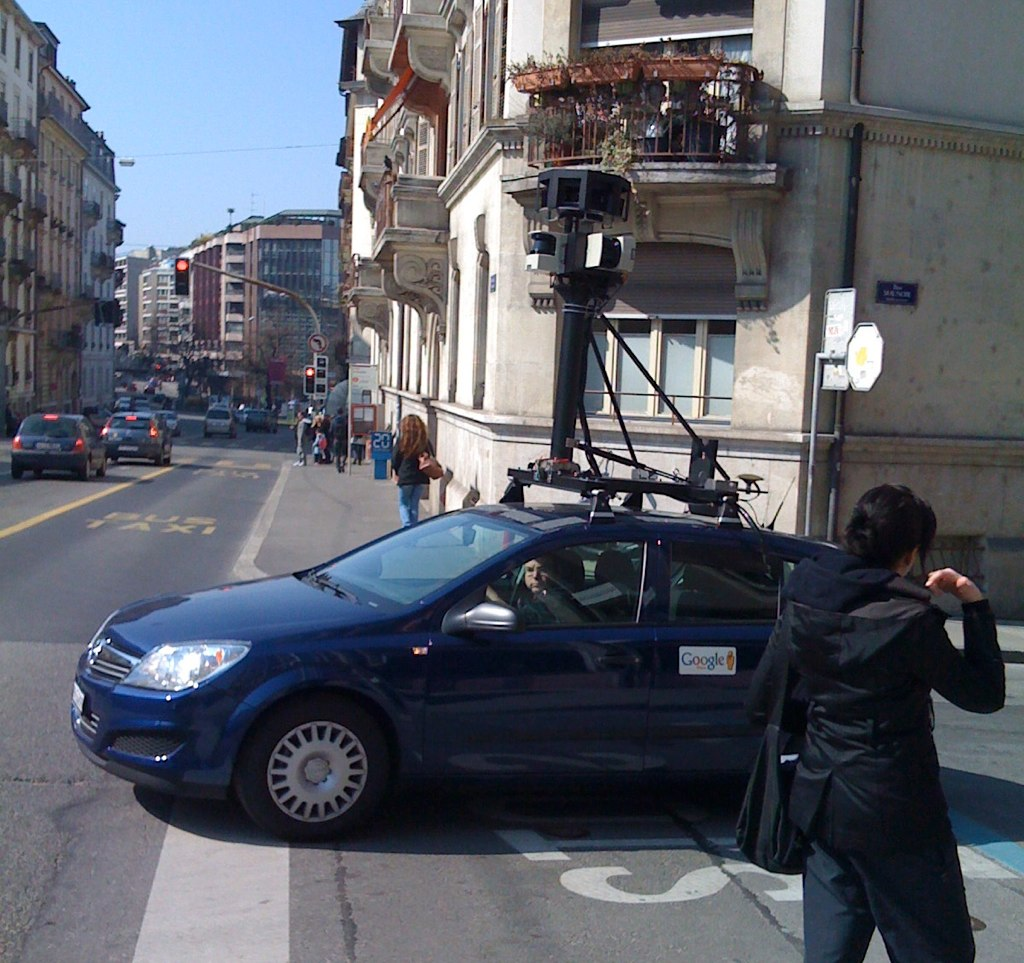
Google Street View Car à Genève, Suisse

La précision des détails pose certains problèmes de confidentialité, de sécurité et de respect de la vie privée. On y distingue en effet clairement les actions des personnes filmées (des images de braquage, de baigneurs en maillot de bain, ou encore d'adultes entrant dans des sex shops ont, par exemple, été diffusés). Ceci a provoqué diverses critiques venant d'ONG telles que Privacy International. Google a essayé de répondre aux critiques, dans les pays concernés, en élaborant un logiciel de floutage automatique des visages. Les visages et les plaques d'immatriculation sont floutées à la demande des personnes concernées. Dans l'Union européenne, Google a été obligé de mettre en place, à la demande du contrôleur européen de la protection des données (CEPD), un dispositif de floutage automatique des visages,. Les structures sensibles comme la Maison-Blanche à Washington sont altérées. En outre, aux États-Unis, Google retire « à la demande » des personnes concernées les photos de leurs maisons.

### Actions réalisées contre Street View
Un couple de Pittsburg (États-Unis) a déposé plainte en avril 2008 contre Google pour avoir filmé l'allée menant à leur maison ainsi que celle-ci. Le tribunal les a déboutés, arguant qu'il était légal de prendre des photos à partir d'un espace public. En avril 2011, la justice belge entame une enquête sur Google concernant la collecte de données privées lors de son programme Street View.
En Alaska, des passants ont « saboté » les caméras de Google Cars à deux reprises, en mettant un sac en plastique devant la caméra.
Plusieurs villes, comme Broughton, auraient banni ce service. Et des experts canadiens examinent cette pratique qu'ils jugent « douteuse ».
En mars 2012, un habitant du Maine-et-Loire assigne en référé Google, après avoir découvert sur Street View une photo de lui, urinant dans son jardin. Sa demande de 10 000 euros a été rejetée le 15 mars par le tribunal d'Angers, qui a au contraire condamné le plaignant à verser 1 200 euros à Google France. La photo avait été retirée de Street View dès le lendemain de l'assignation en référé.

### Sanction de la CNIL
En France, la CNIL prononce le 17 mars 2011 une amende de 100 000 euros à l'encontre de Google pour violation de la vie privée.
Cette amende fait suite à la révélation (le 14 mai 2010) de collectes de données privées transitant par les réseaux Wi-Fi non sécurisés lors du passage des Google Cars. La CNIL effectue un contrôle de la société le 19 mai, justifié par la collecte déloyale de données privées, l'atteinte à la vie privée, la non déclaration des formalités légales auprès de la CNIL avant la récolte, et le manque de réponse de Google à la CNIL. À la suite de ce contrôle, la CNIL enjoint Google de lui communiquer les informations techniques concernant la collecte de données, ainsi qu'une copie de toutes les données collectées. Par ailleurs, Google doit arrêter toute collecte de données à l'insu des personnes concernées (notamment les données personnelles et les données d'identification aux réseaux), et effectuer les formalités administratives auprès de la CNIL. Google se conforme à la mise en demeure le 4 juin 2010, la CNIL devenant alors la première autorité de contrôle des libertés a accéder aux données collectées lors du projet Google Street View.
L'analyse des données livrées par Google révèle que la société a enregistré sur le passage de ses voitures non seulement des données sur les réseaux (adresses MAC, SID), mais aussi de nombreuses données privées sur des personnes identifiables, telles que les sites web visités, les adresses et mots de passe des messageries électroniques ainsi que le contenu des mails échangés. Google s'est alors engagé à supprimer ces données collectées, selon la société, par erreur, ainsi qu'à cesser la collecte de données Wi-Fi à l'insu des personnes concernées.
Cependant, la CNIL estime que ce dernier point n'est pas respecté, les données étant aujourd'hui collectées non pas par les Google Cars, mais directement par les appareils mobiles se connectant aux services de géolocalisation. De plus, Google n'a pas communiqué les outils lui ayant permis de collecter les données Wi-Fi, comme demandé par la CNIL, et ne s'est pas conformé à la loi française concernant son service Latitude. Reconnaissant enfin que Google tire un avantage économique des données collectées illégalement (qui lui assurent une position dominante dans le domaine de la géolocalisation), et compte tenu de la gravité des faits, la CNIL a prononcé une amende de 100 000 euros à l'encontre de Google.
Lors de la conférence sur la cybersécurité DEF CON 18, le chercheur Samy Kamkar rappelle que le service de géolocalisation de Google, utilisant les données ainsi collectées, permet au tout-venant d'obtenir très facilement la position d'une machine dont il connaît l'adresse MAC.

## Systèmes similaires dans le monde
D'autres entreprises ou institutions ont déjà commencé à prendre leurs propres photos à 360 degrés de villes. Microsoft Bing Maps introduit Streetside en décembre 2009.
Les petits concurrents comprennent Yandex en Russie (pour l'instant, elle prend des photos sur Arkhangelsk, Moscou, Saint-Pétersbourg, Kiev en Ukraine, Istanbul, Izmir et Ankara en Turquie). Une société roumaine, NORC, travaille sur la Roumanie et d'autres pays en Europe centrale et orientale.
Deux entreprises existent également en Argentine, l'une est appelée Mapplo qui ne travaille que sur le territoire argentin pour le moment, ainsi que Fotocalle, un autre projet argentin semblable mais qui a la particularité de fournir des images en HD.
Une société en Chine a également introduit Street View pour Pékin et d'autres villes. Zumi.pl a déjà introduit Street View dans les principales villes de Pologne.
Une société (Kapou) en Grèce, a également introduit un système similaire pour la ville de Thessalonique. Il y a aussi des vues des rues de certaines villes aux États-Unis et du Sud de la Thaïlande fournies par MapJack.
Développée conjointement par l’IGN, Oslandia et AtoICD, iTowns est une plateforme technologique open source qui permet de visualiser et d’exploiter des données géographiques 3D à travers le web ,.
Un autre projet français basé sur le même principe a été lancé par Mappy le 1er décembre 2010 : UrbanDive.
Enfin, la société Teehan+LaX propose une version de Google Street View en Art ASCII.
En 2019, Apple lance son propre service de navigation virtuelle, Apple Look Around, disponible aux États-Unis dans un premier temps.
En 2022, l'IGN lance un appel à participation pour trois géocommuns dont "une alternative libre pour photo-cartographier les territoires". C'est la naissance du projet Panoramax, en collaboration avec la communauté OpenStreetMap France.

### Afrique
- Carte.ma

### Asie
- City8.com, Baidu, Tencent Maps
- MapJack

### Amérique du Nord
- Earthmine, Immersive Media, Bing StreetSide, Apple Look Around

### Europe
- Mappy, Open Path View (projet libre), Panoramax
- kapou
- CycloMedia (en)
- Yell Maps
- Yandex, ru09, cityscanner
- Hitta.se/MapJack
- VideoStreetView